# 帕氏假鰓鱂
帕氏假鰓鱂，為輻鰭魚綱鯉齒目鰕鱂亞目鰕鱂科的其中一種，為熱帶淡水魚，被IUCN列為易危保育類動物，分布於非洲肯亞及坦尚尼亞淡水流域，該物種於1907年被Einar Lönnberg命名為Fundulus palmqvisti，其模式產地為坦尚尼亞東北部烏桑巴拉山脈的Tanga，本魚體延長，體色藍綠色，鱗框為紅色，背鰭和臀鰭有紅色紋路，尾鰭圓形且為鮮紅色，體長可達5公分，棲息在季節性的水塘、溪流、溝渠底中層水域，生活習性不明，可作為觀賞魚。

## 擴展閱讀
維基物種上的相關：帕氏假鰓鱂
1. ↑  Nagy, B.; Watters, B. . The IUCN Red List of Threatened Species. 2019, 2019: e.T60430A47188686  [15 November 2021]. doi:10.2305/IUCN.UK.2019-3.RLTS.T60430A47188686.en .
2. ↑  Eschmeyer, William N.; Fricke, Ron & van der Laan, Richard (编). . Catalog of Fishes. California Academy of Sciences.   [8 September 2019].